# Athena (gra komputerowa)
Athena – komputerowa gra platformowa, która została stworzona przez firmę SNK w 1986 roku. Gracz kieruje w niej boginią mądrości Ateną w jej przygodzie w Fantasy World, później postać ta pojawiła się w kilku bijatykach SNK jak SNK vs. Capcom and Neo Geo Battle Coliseum. Sama gra ukazała się na automatach, NESie i komputerach domowych, pojawiła się też w zbiorze SNK Arcade Classics 0, dostępnym na Playstation Portable.

## Rozgrywka
Gracz kieruje Atheną po rozległych planszach, które często mają alternatywne ścieżki, którymi można podążyć. Częstokroć wspina się po linach, rozbija kamienie, w których ukryte są różne przedmioty, skacze na platformach, a nawet zmienia się w syrenę do poziomów, które dzieją się pod wodą. Po drodze napotyka przeciwników, których musi pokonać. Istnieje możliwość zdobywania nowych broni, takich jak miecze, kule na łańcuchach, a także zdobywania nowej ochrony – zbroi, hełmu oraz tarczy.